# Name (chanson)
Pour les articles homonymes, voir Name.
Name est une chanson de rock alternatif du groupe américain Goo Goo Dolls. Lancée en septembre 1995, elle est le troisième single tiré de l'album A Boy Named Goo (en). Premier succès du groupe, la chanson atteint le sommet des palmarès de US Modern Rock et US Album Rock, tout en atteignant la cinquième position au Billboard Hot 100.
Bien que Goo Goo Dolls soit considéré comme un groupe alternatif avant la sortie du single, Name est diffusée sur des chaînes de musique pop et adult contemporary, ce qui agrandit fortement la quantité de fans du groupe.
Name est le troisième plus grand succès du groupe, après Iris et Slide.

## Production
La chanson fait intervenir un accordage de guitare inhabituel, sous la forme D-A-E-A-E-E. Cela est obtenu en remplaçant la corde B par une petite corde E. Dans une entrevue donnée au Guitar World Magazine, le compositeur et interprète John Rzeznik affirme que « les deux plus petites cordes sont des E. À chaque fois que je tentais d'augmenter la corde B à E, celle-ci cédait, la tension étant trop haute. J'ai vu des gars jouer Name avec un arrangement normal. Ça ne sonne pas bien,. » Rzeznik affirme que cet accordage est arrivé accidentellement. « C'était bizarre. J'étais simplement assis sur mon lit, en train de jouer avec les clés de la guitare et je n'arrivais pas savoir la tonalité des cordes. J'ai pris mon accordeur électronique pour le découvrir et j'ai noté les valeurs sur un post it. J'ai juste joué comme ça par la suite et c'est devenu le début de Name,. »
Dans son livre The Kennedy Chronicles, l'ancienne VJ de MTV Lisa Kennedy Montgomery affirme que la chanson parle de sa relation compliquée avec Rzeznik, les paroles faisant référence aux moments qu'ils passaient ensemble et à son nom complet, qui était inconnu de plusieurs.

## Réception
En octobre 2012, Name est classée #24 au palmarès Billboard Top 100 Pop Songs 1992–2012.

## Palmarès
| Palmarès (1995–1996)            | Position maximale |
| ------------------------------- | ----------------- |
| Australie (ARIA)                | 64                |
| Canada (Top Singles)            | 2                 |
| Canada (Rock/Alternative)       | 1                 |
| Nouvelle-Zélande (RMNZ)         | 43                |
| États-Unis (Hot 100)            | 5                 |
| États-Unis (Radio Songs)        | 2                 |
| États-Unis (Pop Airplay)        | 2                 |
| États-Unis (Alternative Songs)  | 1                 |
| États-Unis (Mainstream Rock)    | 1                 |
| États-Unis (Adult Pop Songs)    | 2                 |
| États-Unis (Adult Contemporary) | 5                 |

| Palmarès (1995)            | Position |
| -------------------------- | -------- |
| Canada Top Singles (RPM)   | 36       |
| Palmarès (1996)            | Position |
| Canadian RPM Singles Chart | 24       |
| U.S. Billboard Hot 100     | 24       |